# Pseudoclausena
Pseudoclausena é um género monótipo de plantas com flores pertencentes à família Meliaceae. A sua única espécie é Pseudoclausena chrysogyne.
A sua área de distribuição nativa vai da Indochina à Nova Guiné.